# Џо Туинеау
Џо Туинеау (енгл. Joe Tuineau; 18. август 1981) професионални је тонгански рагбиста, који тренутно игра за који тренутно игра за француског друголигаша УС Дакс. Висок 203 цм, тежак 120 кг, поред рагбија тренирао је и амерички фудбал и атлетику. Добрим играма у ИТМ Купу у дресу Саутленда, изборио се за место у екипи Хајлендерса, која игра у најјачој лиги на свету. Ипак за Хајлендерсе је одиграо само 6 утакмица, па је 2012. прешао у француски тим Монпеље. После Монпељеа играо је за Провинс рагби (27 утакмица, 20 поена) и Олимпик Лион (29 утакмица и 25 поена). Иако је рођен на Фиџију, игра за Тонгу. За репрезентацију Тонге дебитовао је управо против Фиџија 2. јула 2011. Играо је на светском првенству 2011. За репрезентацију Тонге је до сада одиграо 25 тест мечева и постигао 1 есеј. 2008. био је у тренинг кампу Џексонвил Јагуарса, у покушају да заигра у НФЛ-у, ипак није задовољио и није потписао уговор.